# Off the Black
Pour plus de détails, voir Fiche technique et Distribution.
Off the Black est un film américain sorti en 2006, réalisé et écrit par James Ponsoldt.

## Synopsis
Ray Cook, un alcoolique, rencontre Dave Tibbel avec lequel il tisse des liens d'amitié. Ray demande au jeune Dave de se faire passer pour son fils durant une réunion scolaire.

## Réception
Le film reçoit sur le site Rotten Tomatoes une note de 6,3/10.
Le réalisateur fait une courte apparition dans le film.

## Fiche technique
- Titre original : Off the Black
- Réalisation : James Ponsoldt
- Scénario : James Ponsoldt
- Direction artistique : Chuck Renaud
- Costumes : Caroline Duncan
- Photographie : Tim Orr
- Montage : Sabine Hoffman
- Musique : Claire Campbell, Alex Neville et Brian Petway
- Production : Scott Macaulay, Robin O'Hara
- Sociétés de production : Forensic Films
- Société de distribution : ThinkFilm
- Budget :
- Pays d’origine : États-Unis
- Langue originale : anglais
- Format : couleur - 35 mm - 2.35 : 1 - Dolby numérique
- Genre : Drame
- Durée : 90 minutes
- Dates de sortie :
- États-Unis : 19 octobre 2006 (festival du film d'Orlando)

## Distribution
- Nick Nolte : Ray Cook
- Trevor Morgan : Dave Tibbel
- Sonia Feigelson : Ashley Tibbel
- Rosemarie DeWitt : Debra
- Timothy Hutton : Mr. Tibbel
- Sally Kirkland : Marriane Reynolds
- Noah Fleiss : Todd Hunter
- Johnatan Tchaikovsky : Paul Michaels
- Michael Higgins : Al Cook